# Grallaria rufocinerea
A Grallaria rufocinerea a madarak osztályának verébalakúak (Passeriformes) rendjébe és a hangyászpittafélék (Grallariidae) családjába tartozó faj.

## Rendszerezése
A fajt Philip Lutley Sclater és Osbert Salvin írták le 1879-ben.

## Alfajai
- Grallaria rufocinerea romeroana Hernandez-Camacho & Rodriguez-M, 1979
- Grallaria rufocinerea rufocinerea P. L. Sclater & Salvin, 1879[1]

## Előfordulása
Az Andok hegységben, Kolumbia délnyugati és Ecuador északi területén honos. Természetes élőhelyei a szubtrópusi és trópusi  hegyi esőerdők.

## Megjelenése
Testhossza 16 centiméter. Tollazata kétszínű, feje, nyaka és háta barna, melle és hasa szürke.

## Életmódja
Rovarokkal táplálkozik.

## Természetvédelmi helyzete
Az elterjedési területe kicsi, egyedszáma 1500-7000 példány közötti és csökken. A Természetvédelmi Világszövetség Vörös listáján sebezhető fajként szerepel.